# Dicranomyia (Dicranomyia) lugubris
Dicranomyia (Dicranomyia) lugubris is een tweevleugelige uit de familie steltmuggen (Limoniidae). De soort komt voor in het Oriëntaals gebied.